# Veliki dragoljub
Dragoljub (ili kapucinka; Tropaeolum majus), samonikla začinska i aromatična biljka koja pripada malenoj porodici Tropaeolaceae. Ova porodica porijeklom je iz Južne Amerike, a vrsta Tropaeolum majus rasprostranjena je kod nas duž Jadranske obale, jer dragoljub voli najviše topla i sunčana mjesta, a ima je i po svjetlim bukovim šumama i gajevima.
Cijela biljka je jestiva i sadrži vitamin C. i jedan je od najjačih prirodnih antibiotika čije stvaranje omogućava sastojak poznatog kao glikozid. Djeluje i antifungicidno, antiseptički i antibakterijski. Na Andama je primjenjuju kao sredstvo za dezinfekciju i liječenje rana.
Sjemenke su joj velike. Vitice za penjanje nema pa uglavnom puže po tlu, a može narasti i do dva metra.
Listovi ne upijaju vodu.

## Galerija slika
- Tropaeolum majus
- Tropaeolum majus, Kilkennny, Irska.
- list, St. Andrew's Sewanee School herb garden
- Tropaeolum majus, Jeondeunsa, Koreja
- Tropaeolum majus
- Tropaeolum majus
- Tropaeolum majus, Maui, Kula Experiment Station
- Tropaeolum majus u salati
- Dragoljub na poštanskoj marci Ukrajine.
- Tropaeolum majus